# Ridsport vid olympiska sommarspelen 2004
Ridsport vid olympiska sommarspelen 2004 arrangerades mellan 14 och 27 augusti i Aten. 

## Medaljtabell
| Pl. | Nation         | Guld | Silver | Brons | Totalt |
| --- | -------------- | ---- | ------ | ----- | ------ |
| 1   | USA            | 1    | 2      | 2     | 5      |
| 2   | Tyskland       | 1    | 1      | 2     | 4      |
| 3   | Storbritannien | 1    | 1      | 1     | 3      |
| 4   | Nederländerna  | 1    | 0      | 0     | 1      |
| 4   | Frankrike      | 1    | 0      | 0     | 1      |
| 4   | Brasilien      | 1    | 0      | 0     | 1      |
| 7   | Spanien        | 0    | 1      | 1     | 2      |
| 8   | Sverige        | 0    | 1      | 0     | 1      |

## Medaljsammanfattning

### Dressyr
| Gren                            | Guld | Guld | Silver | Silver | Brons                                                                                          | Brons                                                                                          |
| ------------------------------- | --- | --- | --- | --- | ---------------------------------------------------------------------------------------------- | ---------------------------------------------------------------------------------------------- |
| Individuell dressyr detaljer    | Anky van Grunsven Salinero Nederländerna                                                                     | Anky van Grunsven Salinero Nederländerna                                                                     | Ulla Salzgeber Rusty Tyskland                                                                                | Ulla Salzgeber Rusty Tyskland                                                                                | Beatriz Ferrer-Salat Beauvalais Spanien                                                        | Beatriz Ferrer-Salat Beauvalais Spanien                                                        |
| Lagtävlingen i dressyr detaljer | Tyskland Heike Kemmer Bonaparte Hubertus Schmidt Wansuela Suerte Martin Schaudt Weltall Ulla Salzgeber Rusty | Tyskland Heike Kemmer Bonaparte Hubertus Schmidt Wansuela Suerte Martin Schaudt Weltall Ulla Salzgeber Rusty | Spanien Beatriz Ferrer-Salat Beauvalais Juan Antonio Jimenez Guizo Ignacio Rambla Oleaja Rafael Soto Invasor | Spanien Beatriz Ferrer-Salat Beauvalais Juan Antonio Jimenez Guizo Ignacio Rambla Oleaja Rafael Soto Invasor | USA Lisa Wilcox Relevant 5 Günter Seidel Aragon Deborah McDonald Brentina Robert Dover Kennedy | USA Lisa Wilcox Relevant 5 Günter Seidel Aragon Deborah McDonald Brentina Robert Dover Kennedy |

### Fälttävlan
| Gren                               | Guld | Guld | Silver | Silver | Brons | Brons |
| ---------------------------------- | --- | --- | --- | --- | --- | --- |
| Individuell fälttävlan detaljer    | Leslie Law Shear L'Eau Storbritannien | Leslie Law Shear L'Eau Storbritannien | Kimberly Severson Winsome Adante USA | Kimberly Severson Winsome Adante USA | Pippa Funnell Primmore's Pride Storbritannien                                                                                            | Pippa Funnell Primmore's Pride Storbritannien                                                                                            |
| Lagtävlingen i fälttävlan detaljer | Frankrike Arnaud Boiteau Expo du Moulin Cédric Lyard Fine Merveille Didier Courrèges Débat D'Estruval Jean Teulère Espoir de la Mare Nicolas Touzaint Galan de Sauvegère | Frankrike Arnaud Boiteau Expo du Moulin Cédric Lyard Fine Merveille Didier Courrèges Débat D'Estruval Jean Teulère Espoir de la Mare Nicolas Touzaint Galan de Sauvegère | Storbritannien Jeanette Brakewell Over To You Mary King King Solomon III Leslie Law Shear L'Eau Pippa Funnell Primmore's Pride William Fox-Pitt Tamarillo | Storbritannien Jeanette Brakewell Over To You Mary King King Solomon III Leslie Law Shear L'Eau Pippa Funnell Primmore's Pride William Fox-Pitt Tamarillo | USA Kimberly Severson Winsome Adante Darren Chiacchia Windfall II John Williams Carrick Amy Tryon Poggio II Julie Richards Jacob Two Two | USA Kimberly Severson Winsome Adante Darren Chiacchia Windfall II John Williams Carrick Amy Tryon Poggio II Julie Richards Jacob Two Two |

### Hoppning
| Gren                             | Guld                                                                                               | Guld                                                                                               | Silver | Silver | Brons                                                                          | Brons                                                                          |
| -------------------------------- | -------------------------------------------------------------------------------------------------- | -------------------------------------------------------------------------------------------------- | --- | --- | ------------------------------------------------------------------------------ | ------------------------------------------------------------------------------ |
| Individuell hoppning detaljer    | Rodrigo Pessoa Baloubet du Rouet Brasilien                                                         | Rodrigo Pessoa Baloubet du Rouet Brasilien                                                         | Chris Kappler Royal Kaliber USA | Chris Kappler Royal Kaliber USA | Marco Kutscher Montender 2 Tyskland                                            | Marco Kutscher Montender 2 Tyskland                                            |
| Lagtävlingen i hoppning detaljer | USA Peter Wylde Fein Cera McLain Ward Sapphire Beezie Madden Authentic Chris Kappler Royal Kaliber | USA Peter Wylde Fein Cera McLain Ward Sapphire Beezie Madden Authentic Chris Kappler Royal Kaliber | Sverige Rolf-Göran Bengtsson Mac Kinley Malin Baryard-Johnsson Butterfly Flip Peter Eriksson Cardento Peder Fredricson Magic Bengtsson | Sverige Rolf-Göran Bengtsson Mac Kinley Malin Baryard-Johnsson Butterfly Flip Peter Eriksson Cardento Peder Fredricson Magic Bengtsson | Tyskland Otto Becker Cento Marco Kutscher Montender 2 Christian Ahlmann Cöster | Tyskland Otto Becker Cento Marco Kutscher Montender 2 Christian Ahlmann Cöster |

Denna tabell: visa • redigera

## Medaljkontroverser
I både hoppningen och i fälttävlan kom medaljfördelningen att kastas om på grund av dopning och protester.

### Fälttävlan
I den avgörande banhoppningen korsade den tyska ryttarinnan Bettina Hoy startlinjen två gånger efter att hon hade fått startsignal men tidtagningen startade först vid den andra passagen. Ground juryn insåg misstagen och tilldelade Bettina 14 extra straffpoäng för att motsvara det tidsfel hon skulle fått om tidtagningen hade fungerat korrekt. Detta gjorde att både Bettina och det tyska laget föll från sina förstaplatser i resultatlistan till plats nio individuellt och plats fyra för laget.
Det tyska laget protesterade mot domslutet, vilket bifölls av den tekniska kommittén och Tyskland åter fick sina medaljer. Detta överklagades dock gemensamt av Frankrike, Storbritannien och USA till idrottens skiljedomstol, som beslutade att tillägget av straffpoäng var korrekt. Därmed slutade det franska laget som guldmedaljörer, silvret gick till Storbritannien och USA tog brons, Tyskland slutade som fyra i lagtävlingen. De individuella medaljerna omfördelades till guldmedalj till brittiskan Leslie Law, silver till Kimberly Severson och brons till Pippa Funnell.

### Hoppning
I hoppningen ledde två separata dopingprov till omfördelning av medaljer. Den första inträffade efter att den irländske ryttaren Cian O'Connors häst Waterford Crystal hade testats positivt för Zuklopentixol, Flufenazin, Guanabenz och Reserpin. FEI diskvalificerade O'Connor den 10 juni 2005 vilket också innebar att hela det irländska laget diskvalificerades. Efter detta beslut gick den individuella guldmedaljen till Rodrigo Pessoa, silvret till Chris Kappler och bronset till Marco Kutscher. Medaljerna i lagtävlingen påverkades dock inte av denna händelse.
Efter att Ludger Beerbaums häst Goldfever hade testats positivt för betametason omfördelades medaljerna i lagtävlingen. Då substansen så återfanns i en salva som användes för att behandla hudirritationer på hästen inte bedömdes kunna förhöja hästens prestation så diskvalificerades endast Beerbaum och inte hela det tyska laget. Beerbaum valde att inte överklaga beslutet. Guldmedaljen i lagtävlingen gick därmed till USA, silvret till Sverige och även utan Beerbaum i laget så räckte de tyska lagets övriga prestation till att erövra bronsmedaljen.